# Medical Subject Headings
Medical Subject Headings (MeSH)  é um sistema de metadados médicos em língua inglesa dizendo respeito à nomenclatura e baseando-se na indexação de artigos no campo das ciências da saúde. Foi uma iniciativa e é mantida pela Biblioteca nacional de medicina dos USA. O MeSH apoia-se no sistema MEDLINE-PubMed.